# Chevrolet Malibu (1997)
Chevrolet Malibu – samochód osobowy klasy średniej produkowany pod amerykańską marką Chevrolet w latach 1997–2024.

## Pierwsza generacja

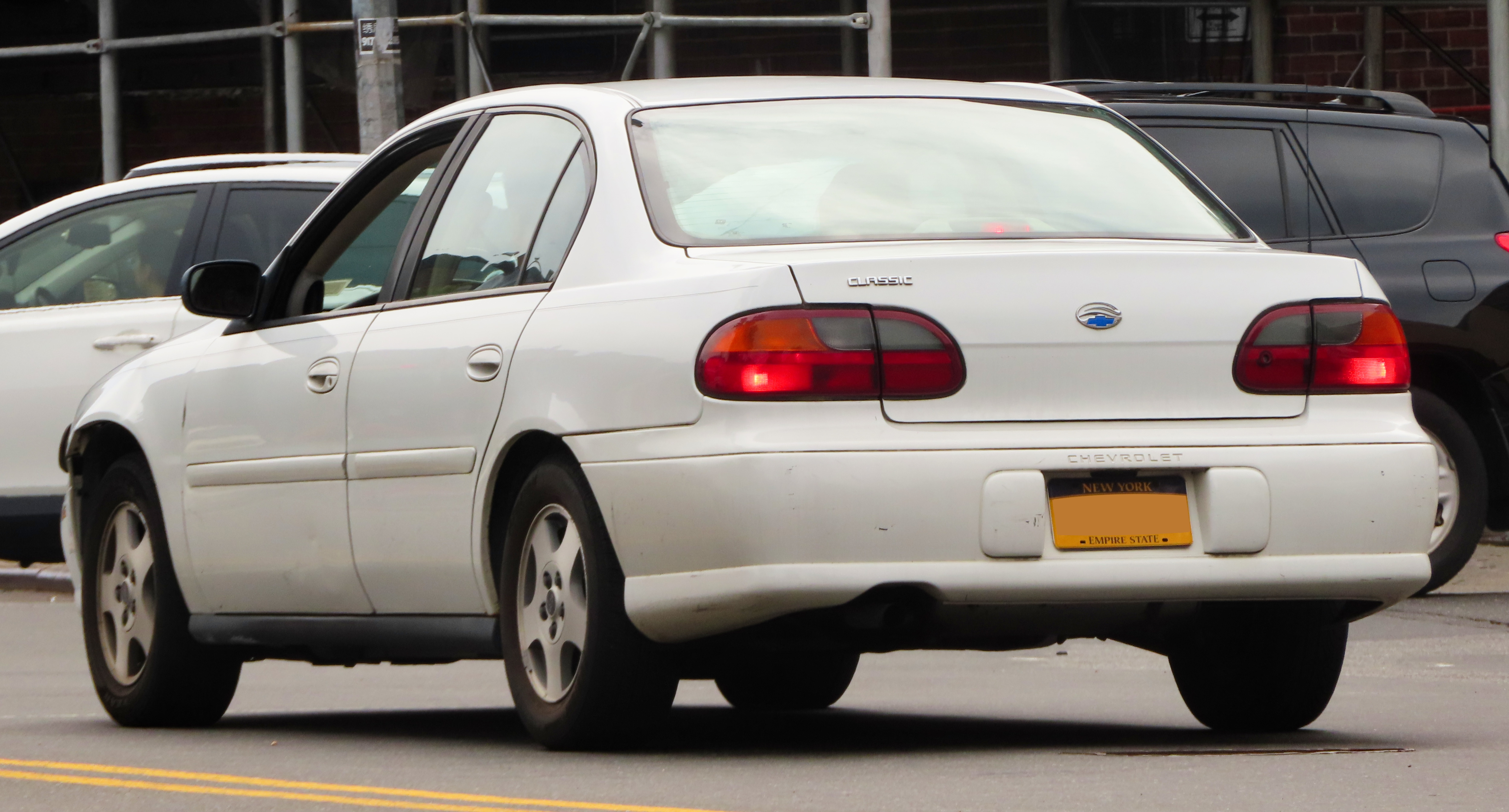
Chevrolet Malibu I – tył

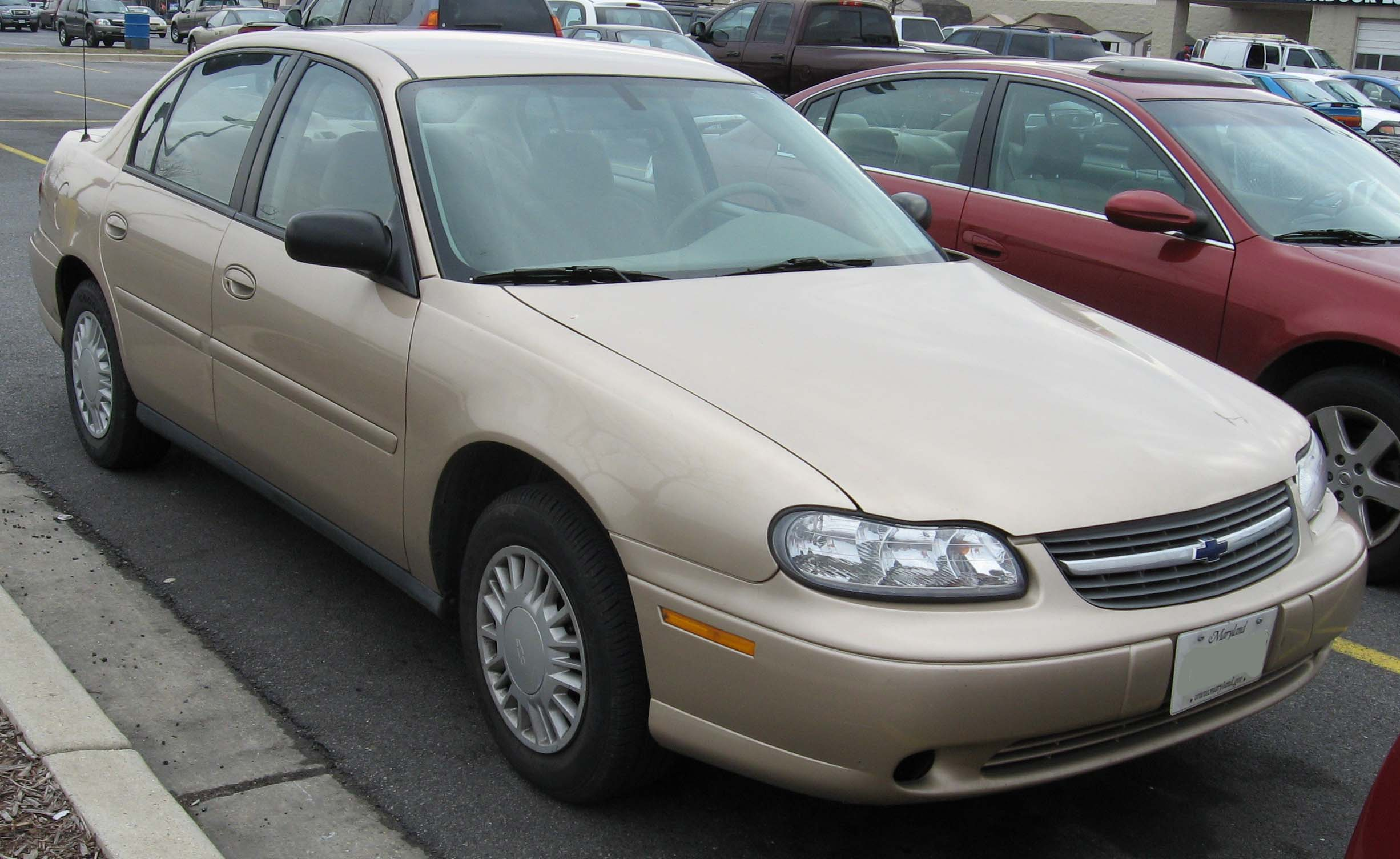
Chevrolet Classic

Chevrolet Malibu I został zaprezentowany po raz pierwszy w 1997 roku.
W połowie lat 90. General Motors zdecydowało się zastąpić dotychczas reprezentujące Chevroleta w klasie średniej modele Corsica i Beretta zupełnie nowym modelem opracowanym wspólnie z Oldsmobile na bazie platformy GM N.
Przedstawiony na początku 1997 roku samochód otrzymał stosowaną już na przełomie lat 70. i 80. dla wyższej klasy pojazdu nazwę Malibu, przyjmując formę 4-drzwiowego sedana o stonowanych liniach. Samochód zyskał liczne zaokrąglenia i owalne akcenty dominujące wygląd zewnętrzny i wewnętrzny.
W 2000 roku w ramach drobnej restylizacji w atrapie chłodnicy pojawiła się wąska, chromowana poprzeczka z większym logo Chevroleta.

### Classic
Po prezentacji nowego wcielenia w 2003 roku, Chevrolet zdecydował się kontynuować produkcję pierwszej generacji Malibu przez kolejne 2 lata jako Chevrolet Classic. Samochód był pod tą postacią dostępny dla nabywców flotowych do 2005 roku.

### Wersje wyposażeniowe
- Base
- LS

### Silniki
- R4 2.2 EcoTec L61 144 KM
- R4 2.4 TwinCam LD9 150 KM
- V6 3.1 60° V6 L82 155 KM
- V6 3.1l 60° V6 LG8 172 KM

## Druga generacja

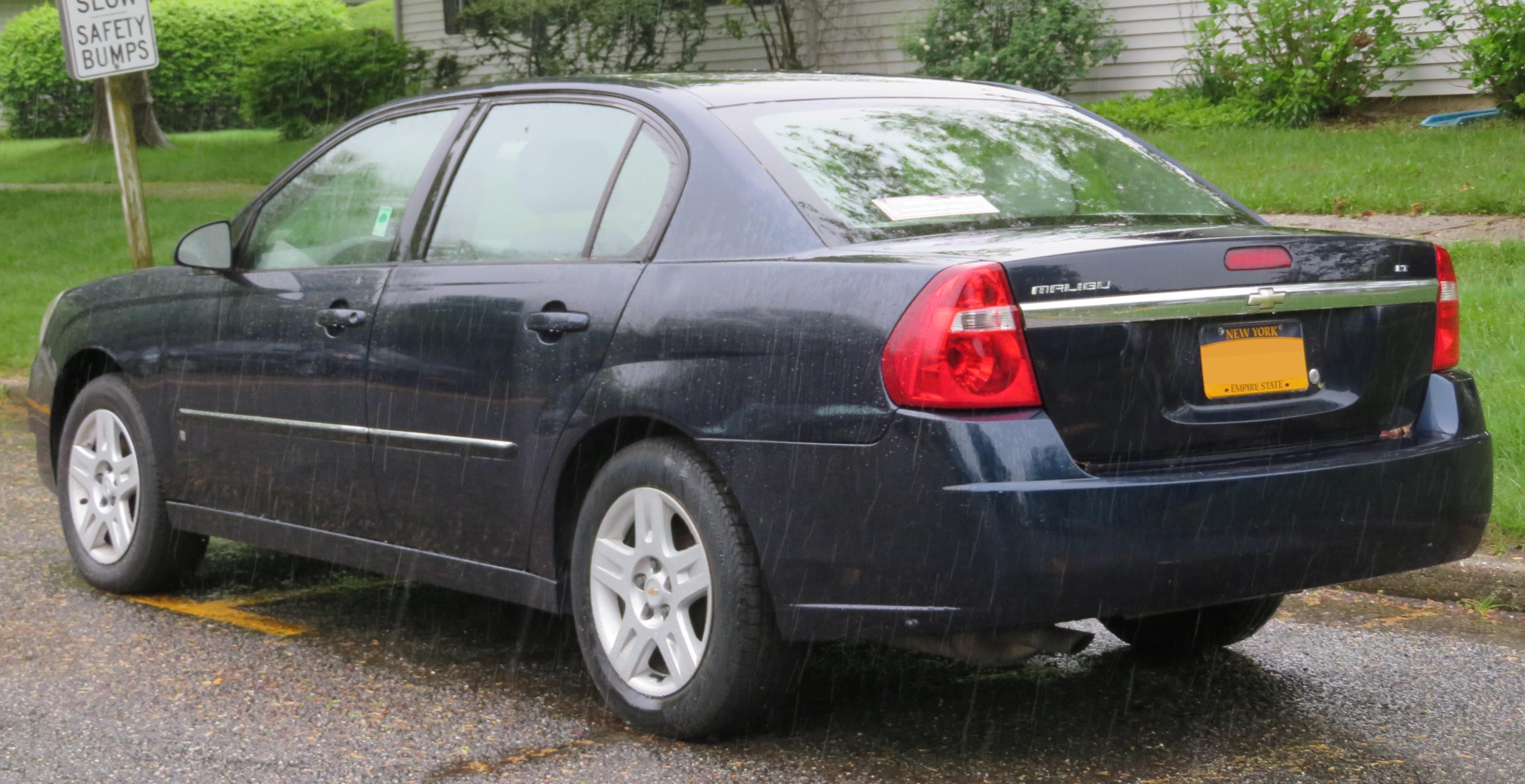
Chevrolet Malibu II – tył

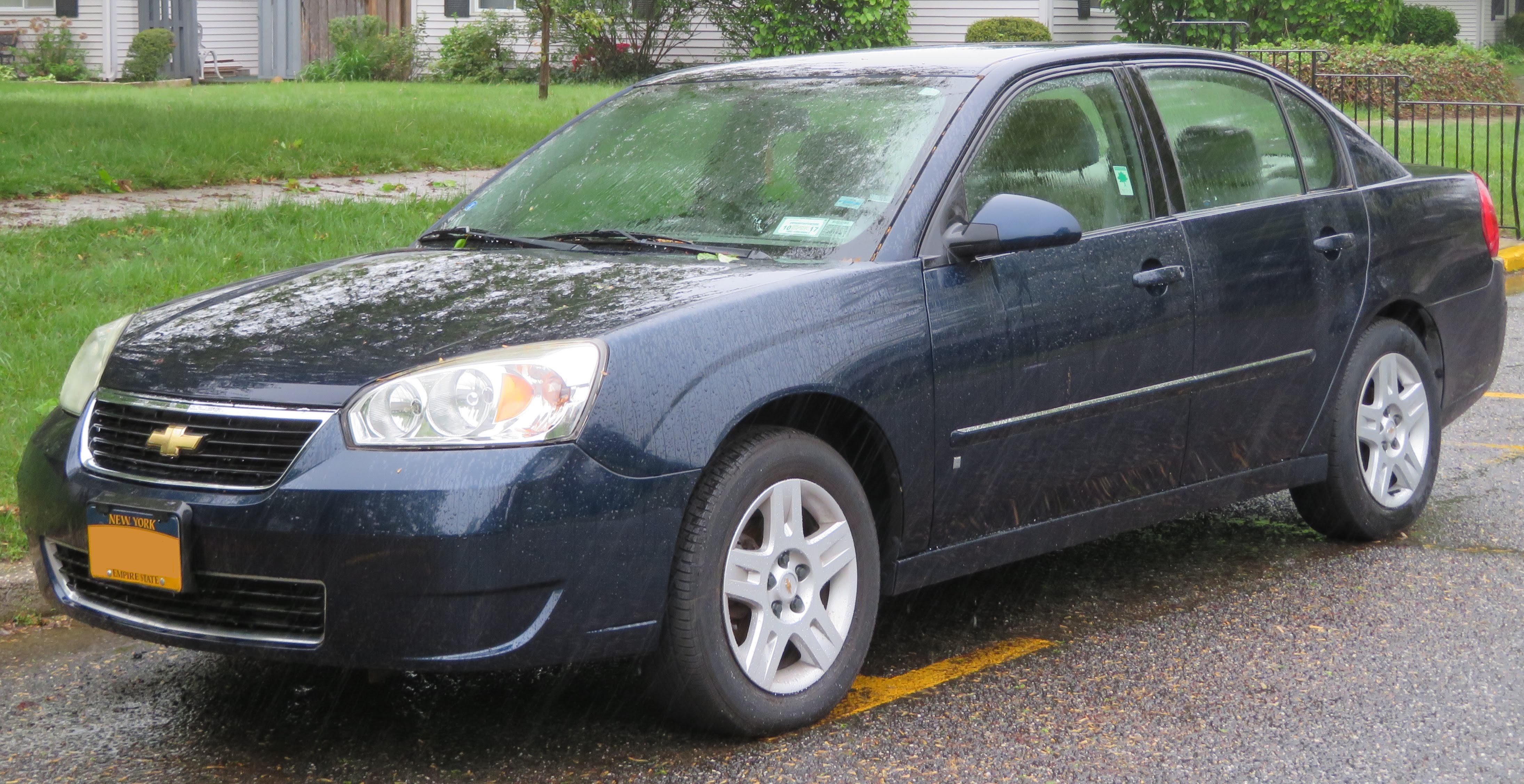
Chevrolet Malibu II po liftingu

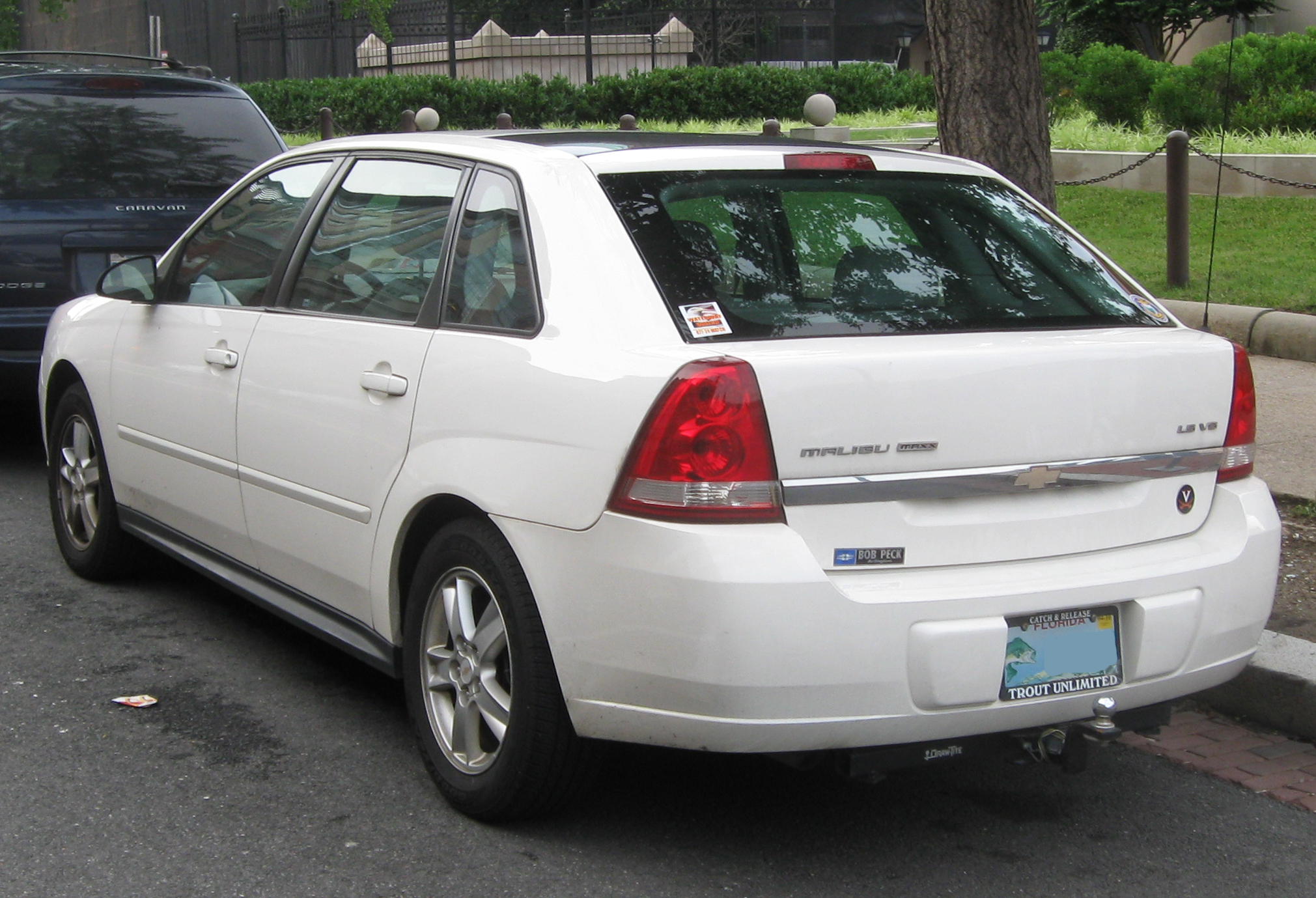
Chevrolet Malibu MAXX

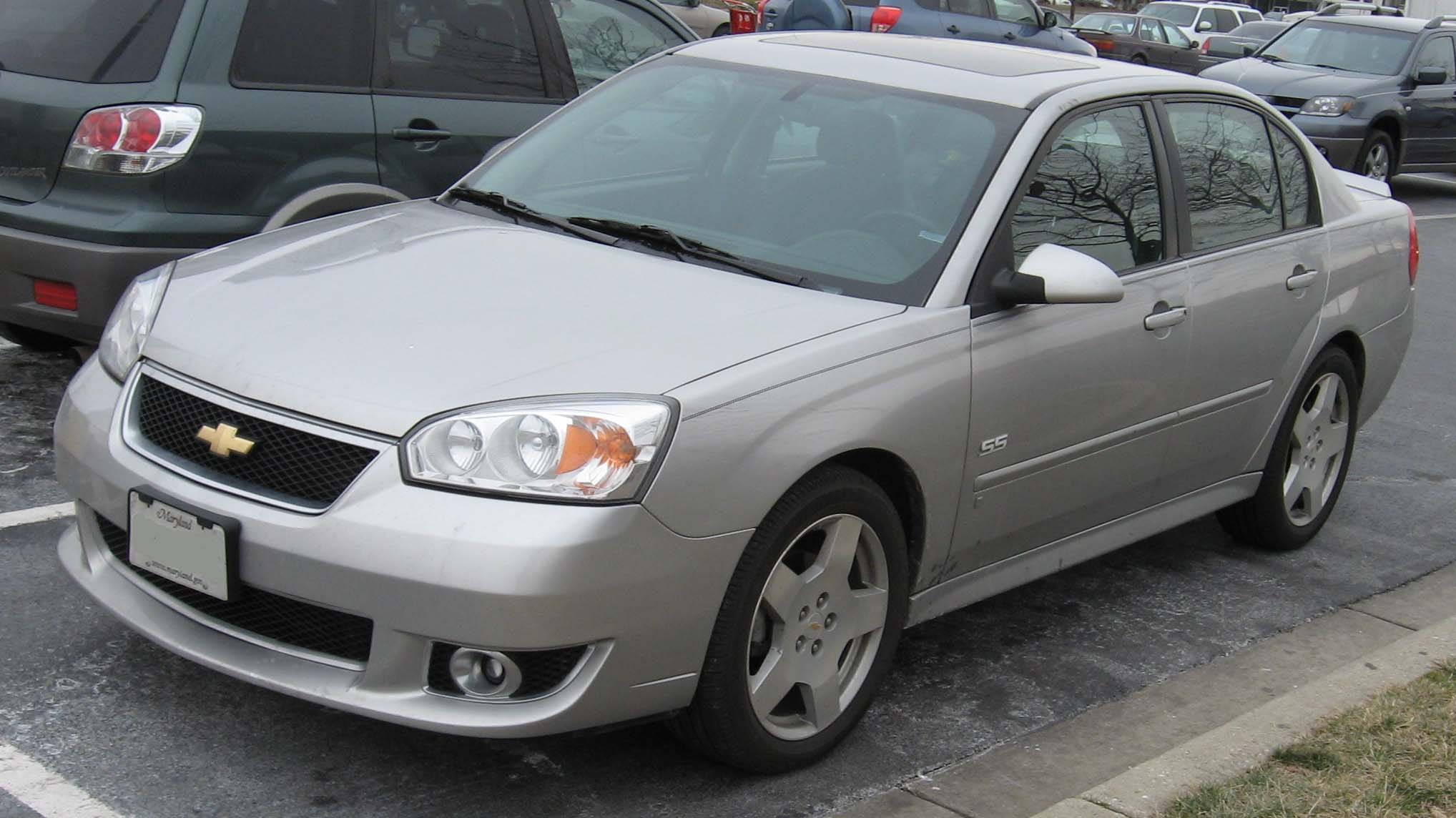
Chevrolet Malibu SS

Chevrolet Malibu II został zaprezentowany po raz pierwszy w 2003 roku.
Druga generacja Malibu została skonstruowana w ramach zakrojonego na szeroką skalę partnerstwa między amerykańskimi i europejskimi markami podlegającymi wówczas koncernowi General Motors, a także włoskim Fiatem. W efekcie skonstruowana została platforma Epsilon, która posłużyła jako baza do zbudowania także średniej wielkości modelu Chevroleta.
Malibu II przyjęło bardziej awangardową formę od poprzednika, stając się szersze i wyższe, a nadwozie oferuje większą przestrzeń w kabinie pasażerskiej. Z przodu pojawiły się duże, wysoko osadzone reflektory, pod którymi poprowadzono dużą, chromowaną poprzeczkę biegnącą przez całą szerokość nadwozia. Z tyłu znalazły się tym razem jednoczęściowe lampy.

### Malibu MAXX
Po raz pierwszy i zarazem ostatni w historii nowożytnego Malibu gama nadwoziowa została równolegle z wersją sedan poszerzona także o drugi wariant – dużego, 5-drzwiowego hatchbacka o nazwie Chevrolet Malibu MAXX. Samochód wyróżniał się większym rozstawem osi stosunkowo dużą przestrzenią bagażową, ze stopniowanym tyłem i dużymi okienkami między słupkami C i D. Produkcja tego wariantu zakończyła się w 2007 roku.

### Lifting
Pod koniec 2005 roku Chevrolet przedstawił Malibu po obszernej modernizacji, która zmodyfikowała wygląd pasa przedniego. Kontrowersyjna, duża atrapa chłodnicy z chromowaną poprzeczką została zastąpiona znacznie mniejszym, trapezoidalnym otworem powietrza. Zmienił się także kształt wlotów powietrza w zderzaku.

### Malibu SS
Rok po prezentacji zmodernizowanego Malibu II, Chevrolet zdecydował się poszerzyć ofertę modelu także o sportowy, topowy wariant Malibu SS.
Poza wizualnymi modyfikacjami polegającymi na zamontowaniu dodatkowych nakładek i spojlerów wraz z większymi, 18-calowymi alufelgami, samochód napędzany był 3,9-litrowym V6 o mocy 240 KM, rozwijającym maksymalny moment obrotowy 325 Nm.

### Wersje wyposażeniowe
- Base
- LS
- LT
- LTZ

### Silniki
- R4 2.2 EcoTec L61 144 KM
- V6 3.5 High Value LX9 203 KM
- V6 3.5 High Value LZ4 217 KM
- V6 3.9 High Value LZ9 243 KM

## Trzecia generacja

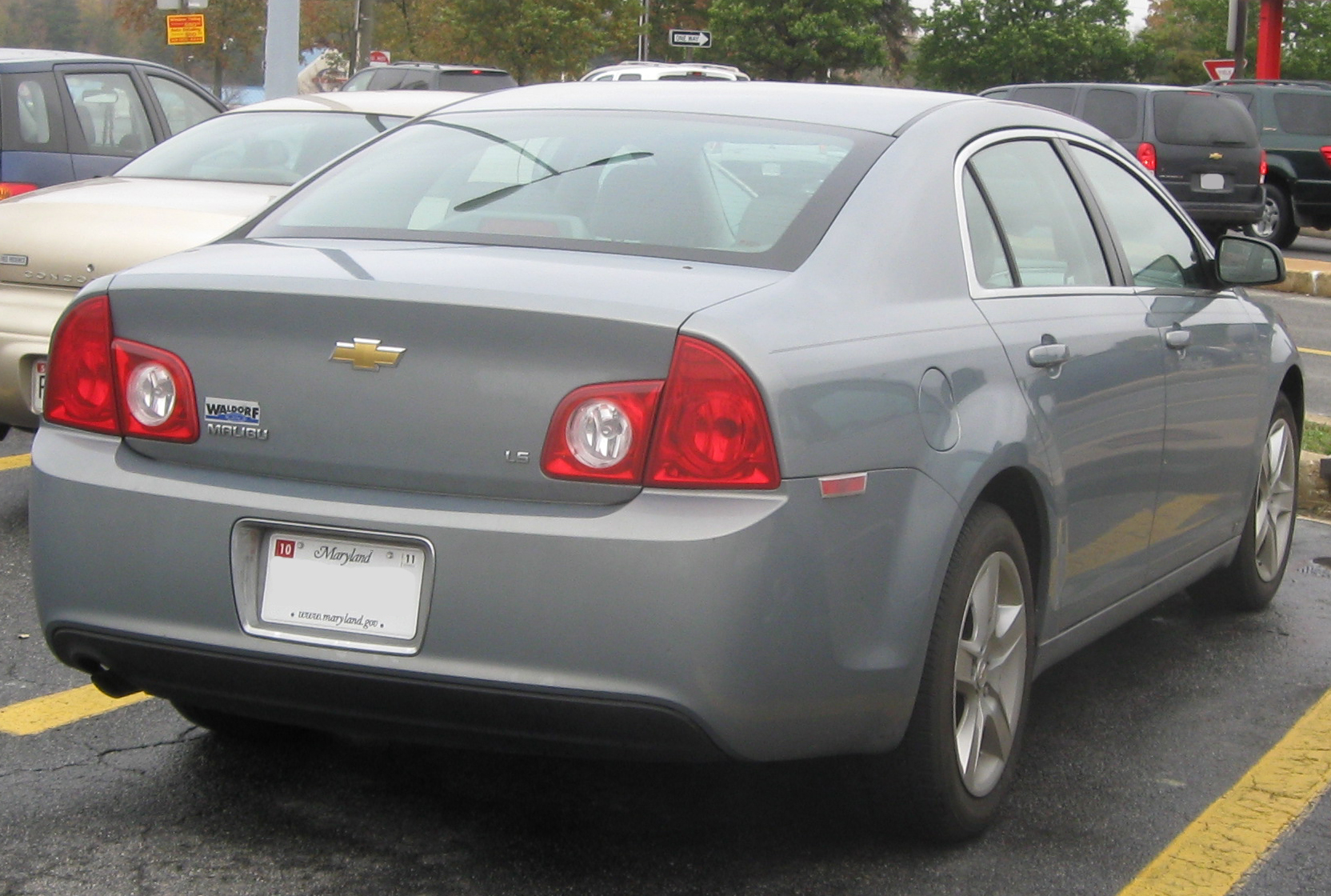
Chevrolet Malibu III – tył

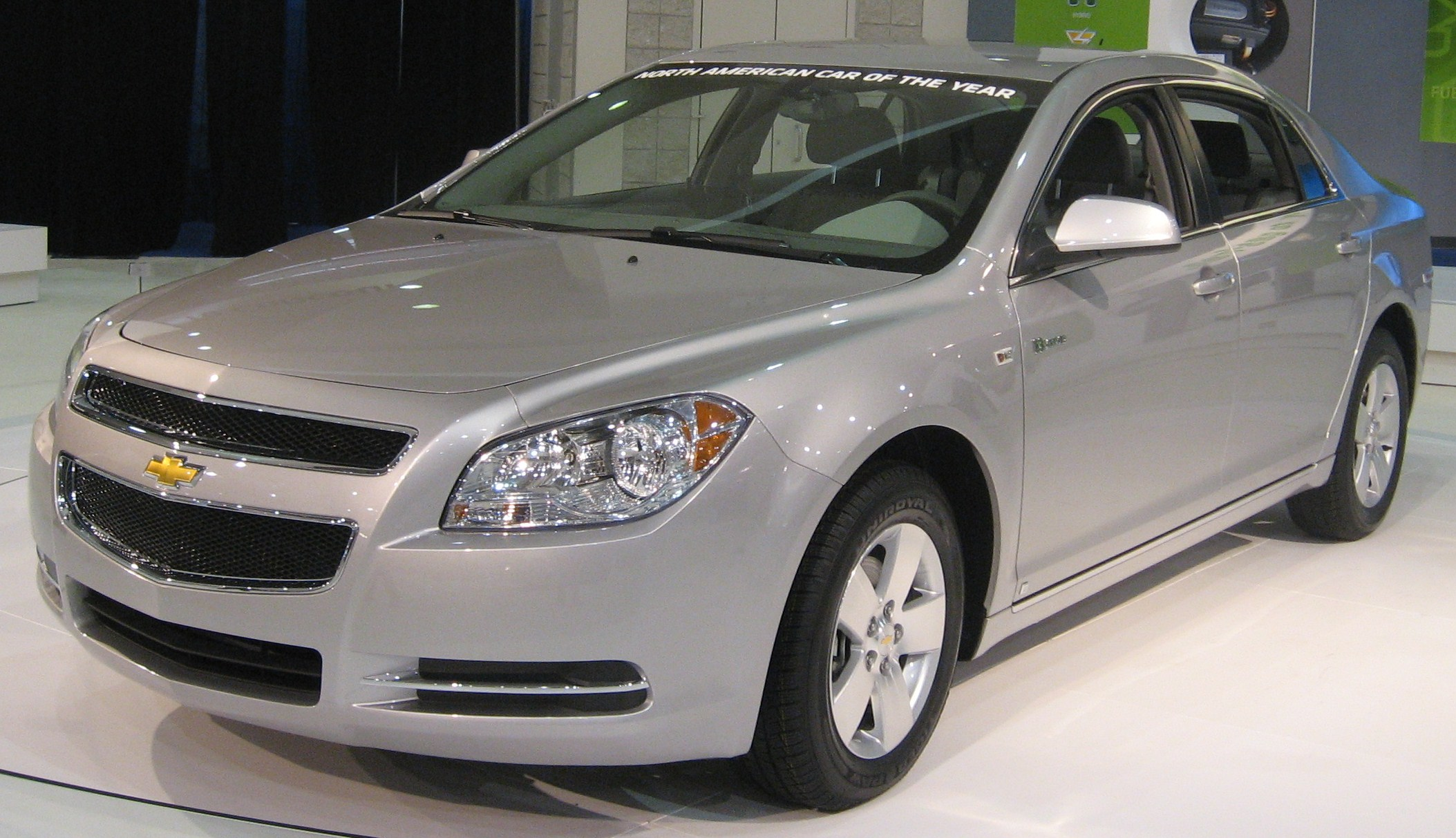
Chevrolet Malibu III Hybrid

Chevrolet Malibu III został zaprezentowany po raz pierwszy w 2006 roku.
Kolejne wcielenie Malibu ponownie powstało na wspólnej platformie General Motors i Fiata Epsilon, powstając jednak od podstaw jako zupełnie nowy model mający ułatwić Chevroletowi konkurowanie z japońskimi konstrukcjami takich marek jak Honda czy Toyota.
Tym razem samochód powstał przy szczególnie bliskiej kooperacji z lokalnymi bratnimi filiami Pontiac i Saturn, czego efektem była identyczna w stosunku do bliźniaczych modeli tych marek sylwetka. Samochód charakteryzował się niskim nadwoziem z krótkim tylnym zwisem, podłużną maską i wysoko poprowadzoną linią okien. Podobnie do innych ówczesnych nowości rynkowych Chevroleta, pas przedni zdobiła duża atrapa chłodnicy podzielona na pół poprzeczką z logo producenta.
W 2008 roku samochód zdobył tytuł North American Car of the Year.

### Malibu Hybrid
W kwietniu 2008 roku Chevrolet przedstawił pierwszą w historii linii modelowej odmianę o napędzie hybrydowym. Spalinowo-elektryczny układ łączył 2,4-litrowy silnik benzynowy z niewielką, 36-woltową baterią. Łączna moc układu wynosiła 167 KM.

### Wersje wyposażeniowe
- Base
- LS
- LT
- LTZ

### Silniki
- R4 2.4 EcoTec LE5 167 KM
- R4 2.4 EcoTec LE9 174 KM
- R4 2.4 Hybrid LAT 164 KM
- V6 3.5 High Value LZE 211 KM
- V6 3.5 High Value LZ4 217 KM
- V6 3.6 High Feature LY7 256 KM

## Czwarta generacja

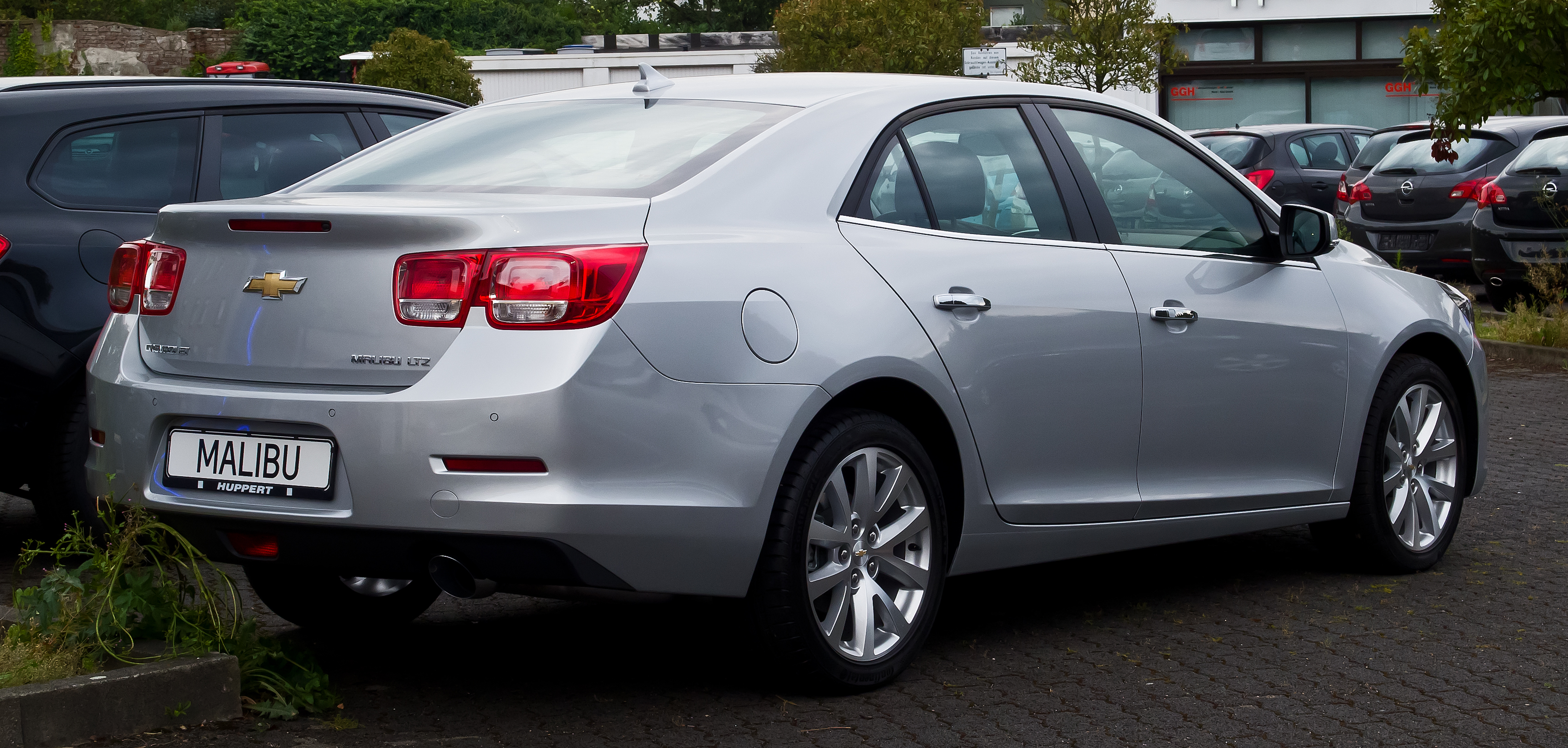
europejski Chevrolet Malibu IV – tył

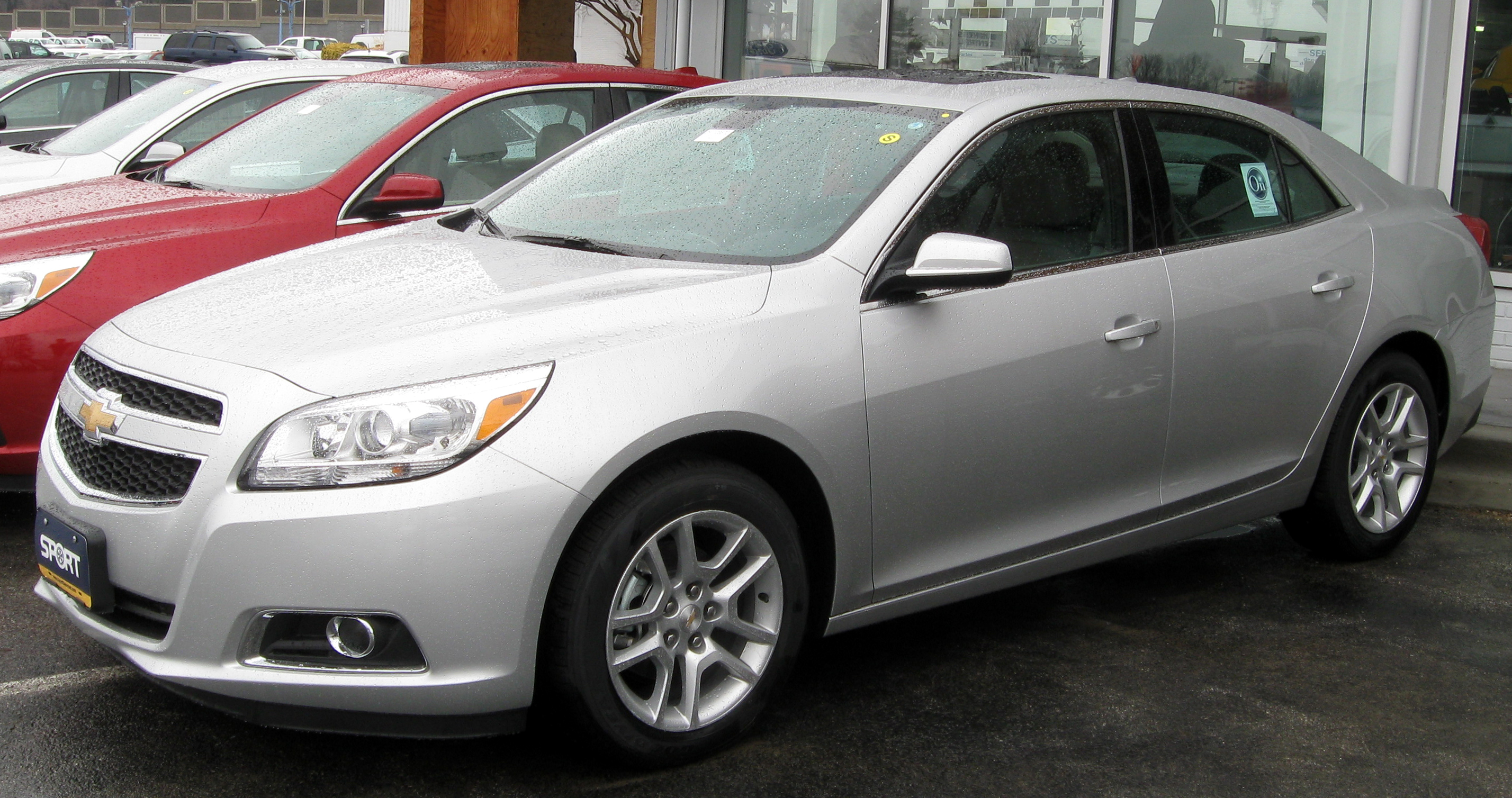
amerykański Chevrolet Malibu LS

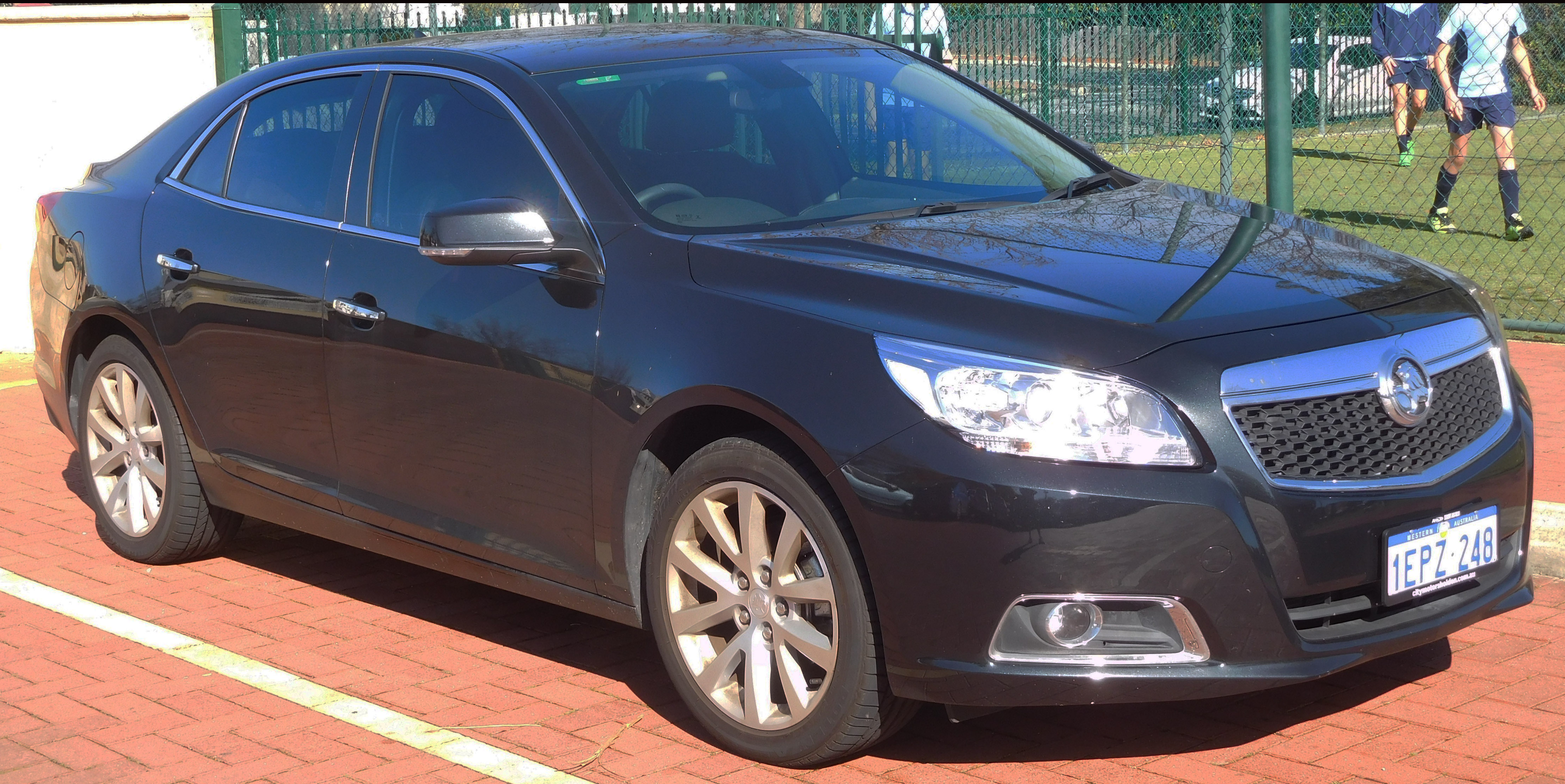
australijski Holden Malibu

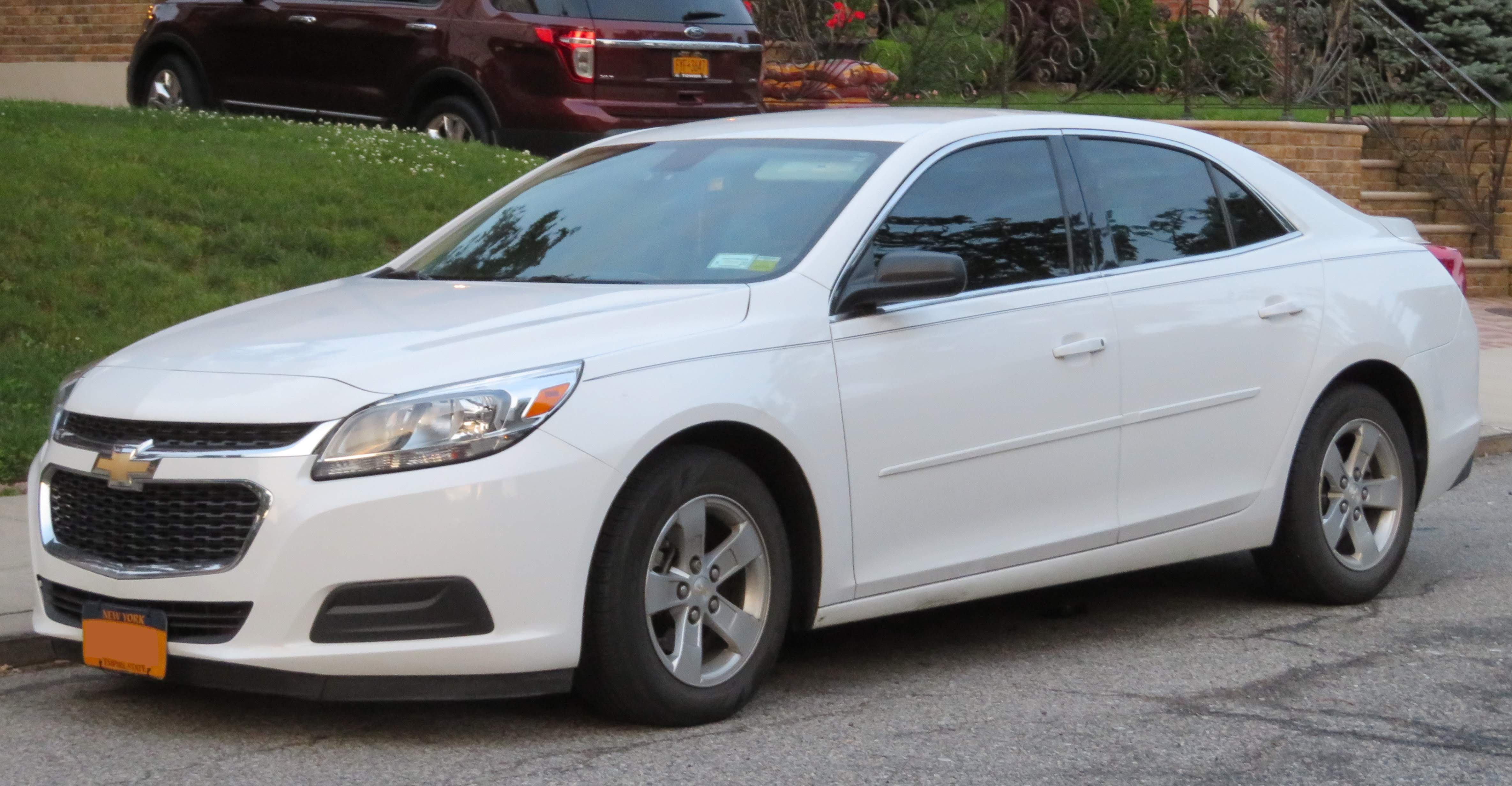
amerykański Chevrolet Malibu IV po liftingu

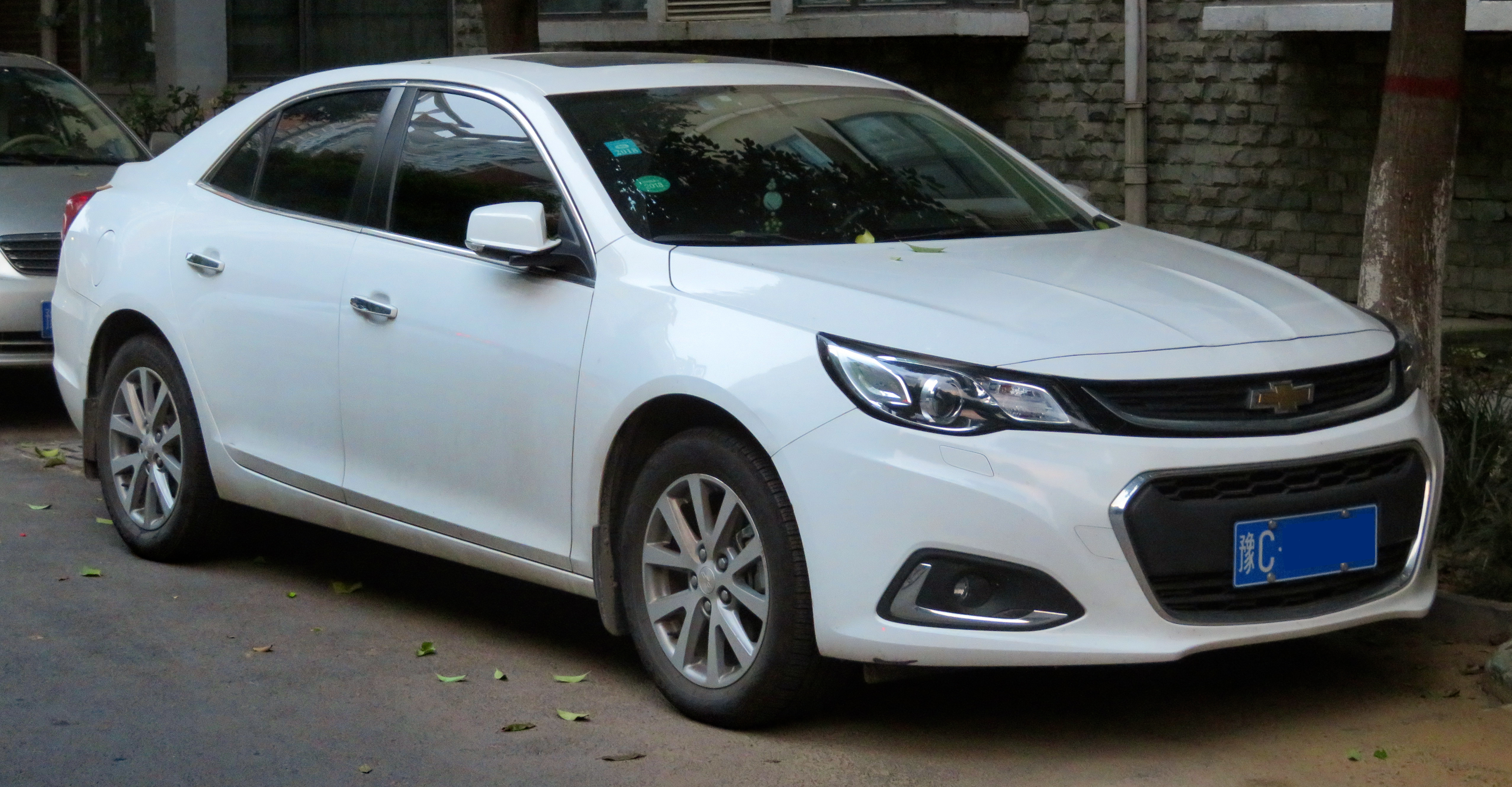
chiński Chevrolet Malibu IV po liftingu

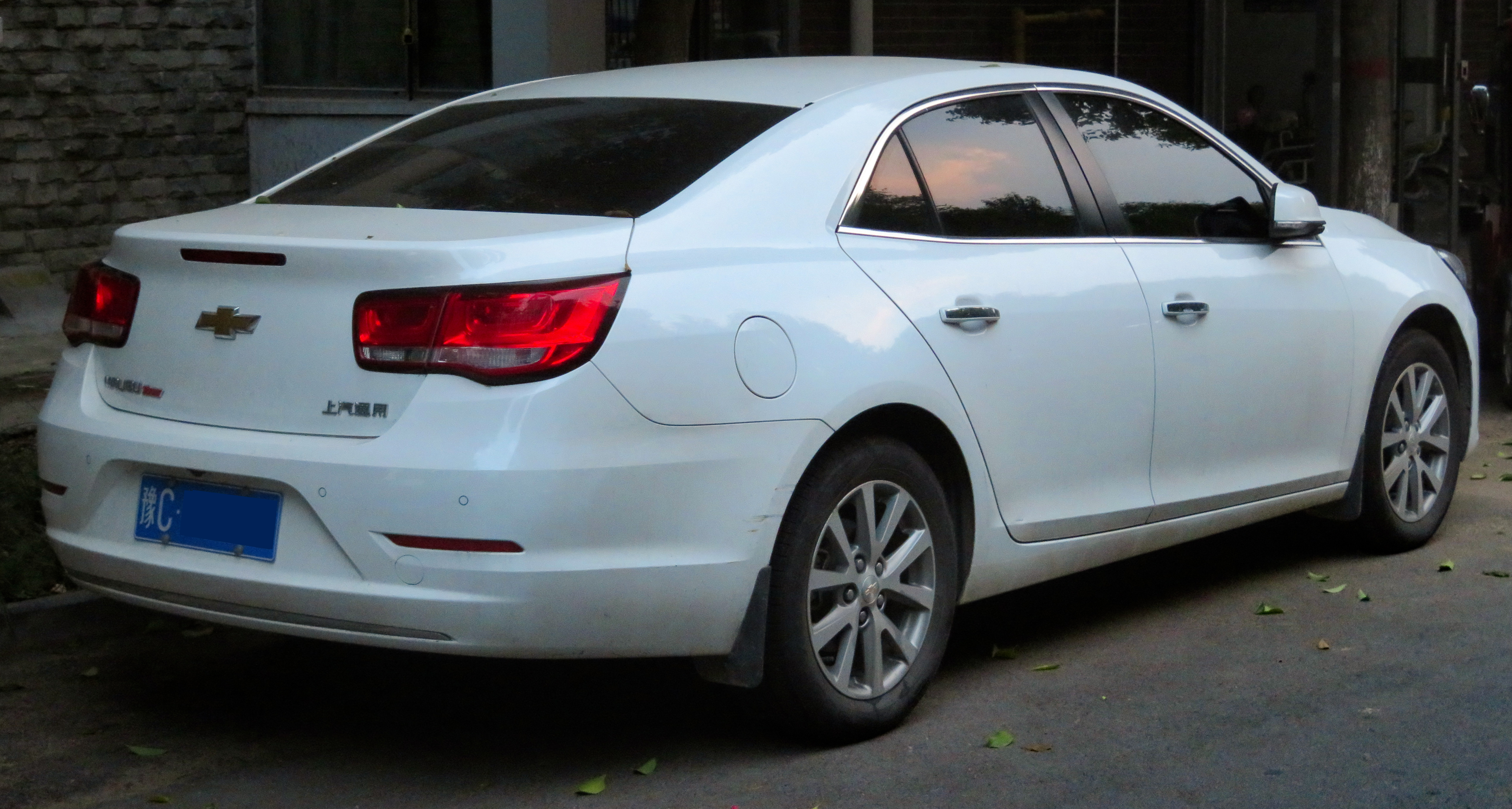
chiński Chevrolet Malibu IV – tył po liftingu

Chevrolet Malibu IV został zaprezentowany po raz pierwszy w 2011 roku.
Pierwsze informacje na temat wyglądu nowego Malibu pojawiły się w internecie w marcu 2010 roku, kiedy to wyciekły szkice z urzędu patentowego obrazujące kształt nadwozia i podstawowe cechy modelu. Potwierdziło się to podczas premiery, która odbyła się nieco ponad rok później, w kwietniu 2011 roku podczas New York Auto Show.
Chevrolet Malibu czwartej generacji został utrzymany w nowym kierunku stylistycznym producenta, z dużymi wielokształtnymi, wysoko umieszczonymi reflektorami, a także charakterystycznymi podwójnymi, łączonymi lampami nawiązującymi do modelu Camaro. Podobnie jak pokrewne konstrukcje General Motors opracowane na nowej generacji platformie Epsilon II, Malibu IV zyskało masywną sylwetkę z wysoko poprowadzoną linią okien.

### Lifting
Dwa lata po debiucie, Chevrolet zaprezentował w czerwcu 2013 roku Malibu po modernizacji. W jej ramach samochód zyskał gruntownie zmodernizowany zderzak z większą atrapą chłodnicy i niżej poprowadzoną poprzeczką z logo producenta. Modernizacja objęła tylko rynek Ameryki Północnej.

### Sprzedaż
Po raz pierwszy i zarazem ostatni w historii linii modelowej Malibu, samochód nie tylko nie był oferowany tylko na lokalnym rynku północnoamerykańskim, ale posiadał status pojazdu o zasięgu światowym, pozostając w sprzedaży na kilkudziesięciu rynkach. Duży sedan Chevroleta oferowany był także w Europie, Ameryce Południowej, w Korei Południowej, Rosji i krajach byłego Związku Radzieckiego, a także na Bliskim Wschodzie.
Ponadto, Chevrolet Malibu IV dostępny był też na rynku australijskim i nowozelandzkim jako Holden Malibu, a także w Chinach, gdzie model zyskał specjalny status. Wytwarzano go tam najdłużej, bo do 2019 roku, a także przeprowadzono mu dedykowaną dla lokalnego rynku restylizację w kwietniu 2015 roku. W związku z nią zmieniono całkowicie wygląd pasa przedniego i kokpitu, a także zmodyfikowano lampy tylne.

### Wersje wyposażenia
- LS
- LT
- LTZ

Standardowe wyposażenie podstawowej wersji LS obejmuje m.in. system ABS z ESP, 6 poduszek powietrznych, dzielona tylna kanapa, kolumna kierownicza regulowana w jednej płaszczyźnie, elektrycznie regulowane i podgrzewane lusterka, wspomaganie kierownicy, elektrycznie regulowane szyby przednie i tylne, centralny zamek z pilotem, elektryczny hamulec postojowy, radio z CD i MP3 (6 głośników), komputer pokładowy, klimatyzacje manualną, oraz 17 calowe felgi aluminiowe.
Bogatsza wersja LT dodatkowo wyposażona jest w m.in.: reflektory przeciwmgielne, czujniki cofania, elektrycznie regulowany fotel kierowcy i pasażera, kierunkowskazy zintegrowane z lusterkami, oraz kierownica i gałka zmiany biegów obszyte skórą.
Topowa wersja LTZ została ponadto wyposażona w m.in.: podgrzewane fotele przednie, system bezkluczykowy, radio z Bluetooth i 9 głośnikami, oraz 7 calowym ekranem dotykowym, tapicerkę skórzaną, reflektory bi-ksenonowe i 18 calowe felgi aluminiowe.

### Silniki
Benzynowe:
- R4 1.5 Turbo LFV 163 KM
- R4 1.6 Turbo LLU 179 KM
- R4 2.0 Turbo LTG 262 KM
- R4 2.4 EcoTec LE5 167 KM
- R4 2.4 Hybrid LUK 182 KM
- R4 2.5 EcoTec LCV 196 KM
- R4 2.5 EcoTec LKW 197 KM
- V6 3.0 High Feature LFW 260 KM

Wysokoprężne:
- R4 2.0 Fiat Diesel VCDi 160 KM

## Piąta generacja

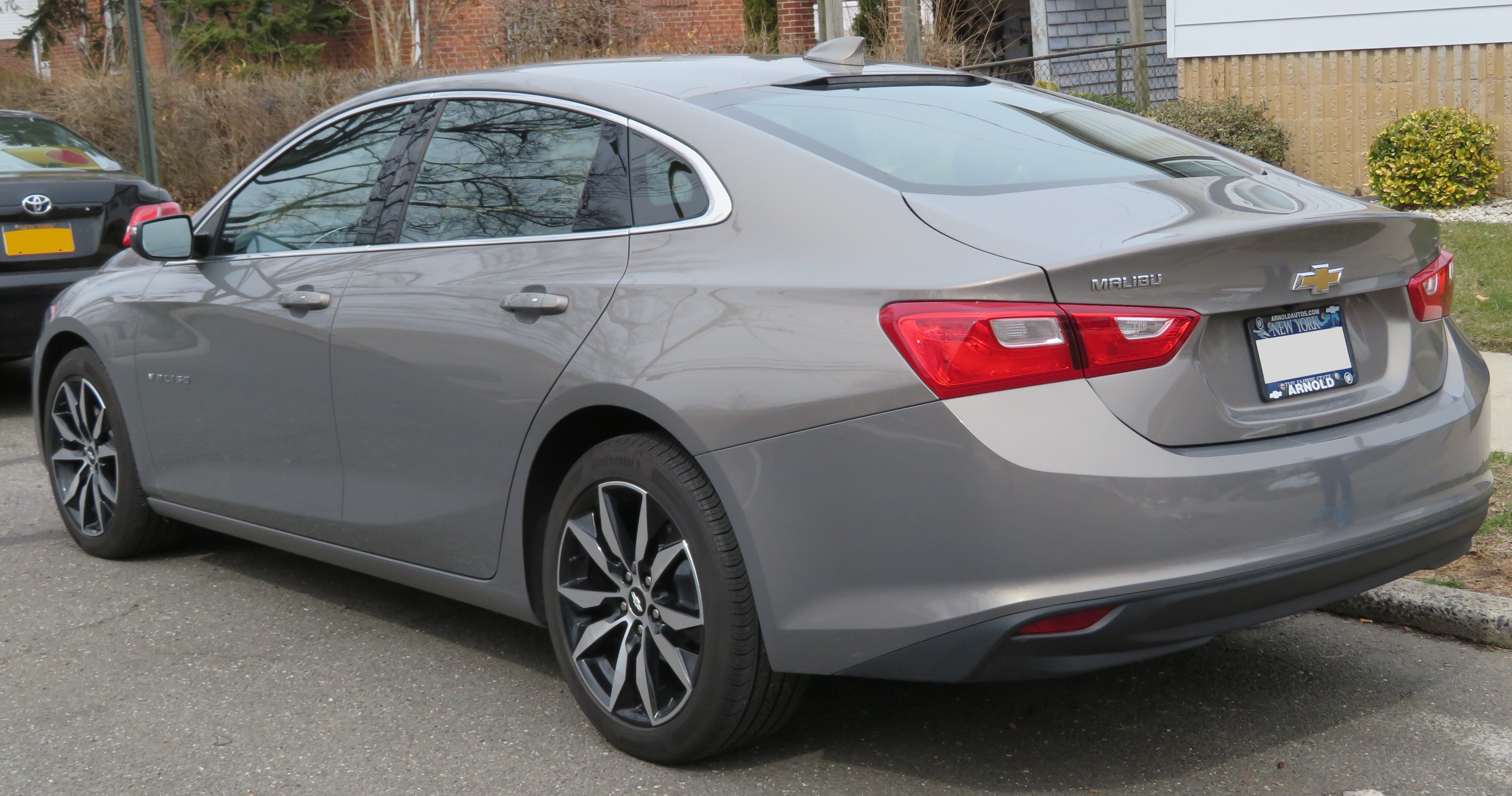
Chevrolet Malibu V – tył

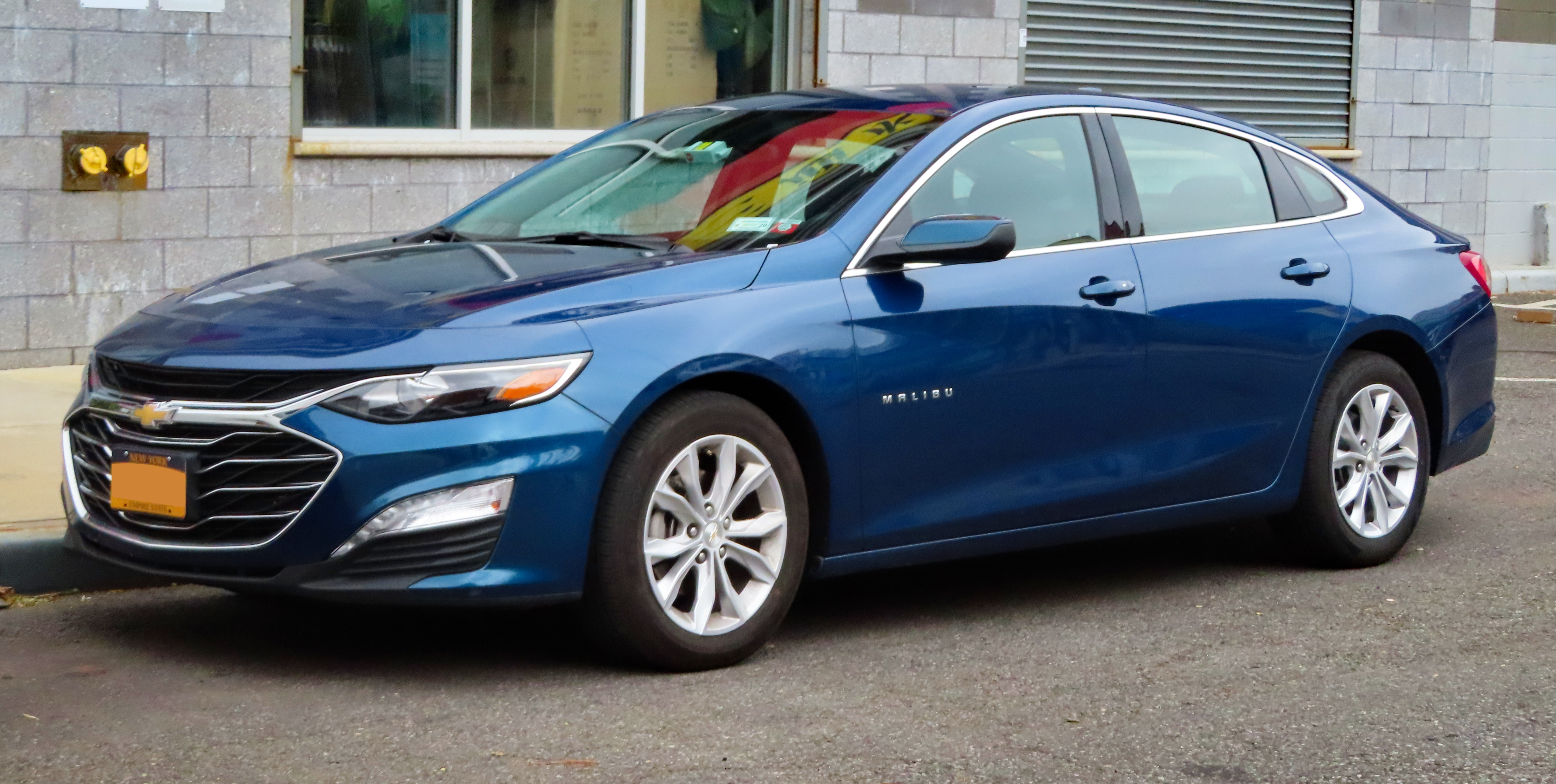
Chevrolet Malibu V po liftingu

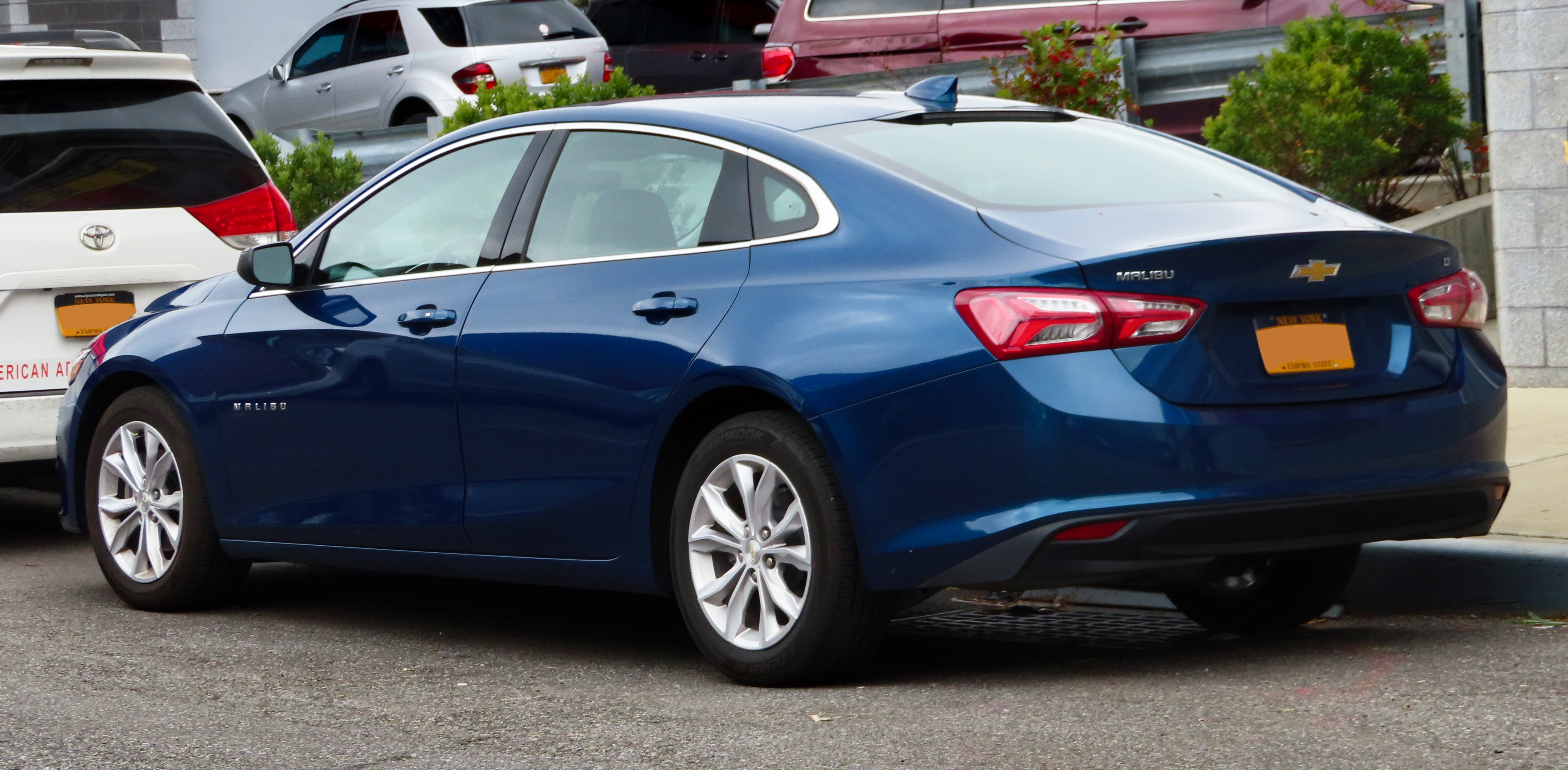
Chevrolet Malibu V – tył po liftingu

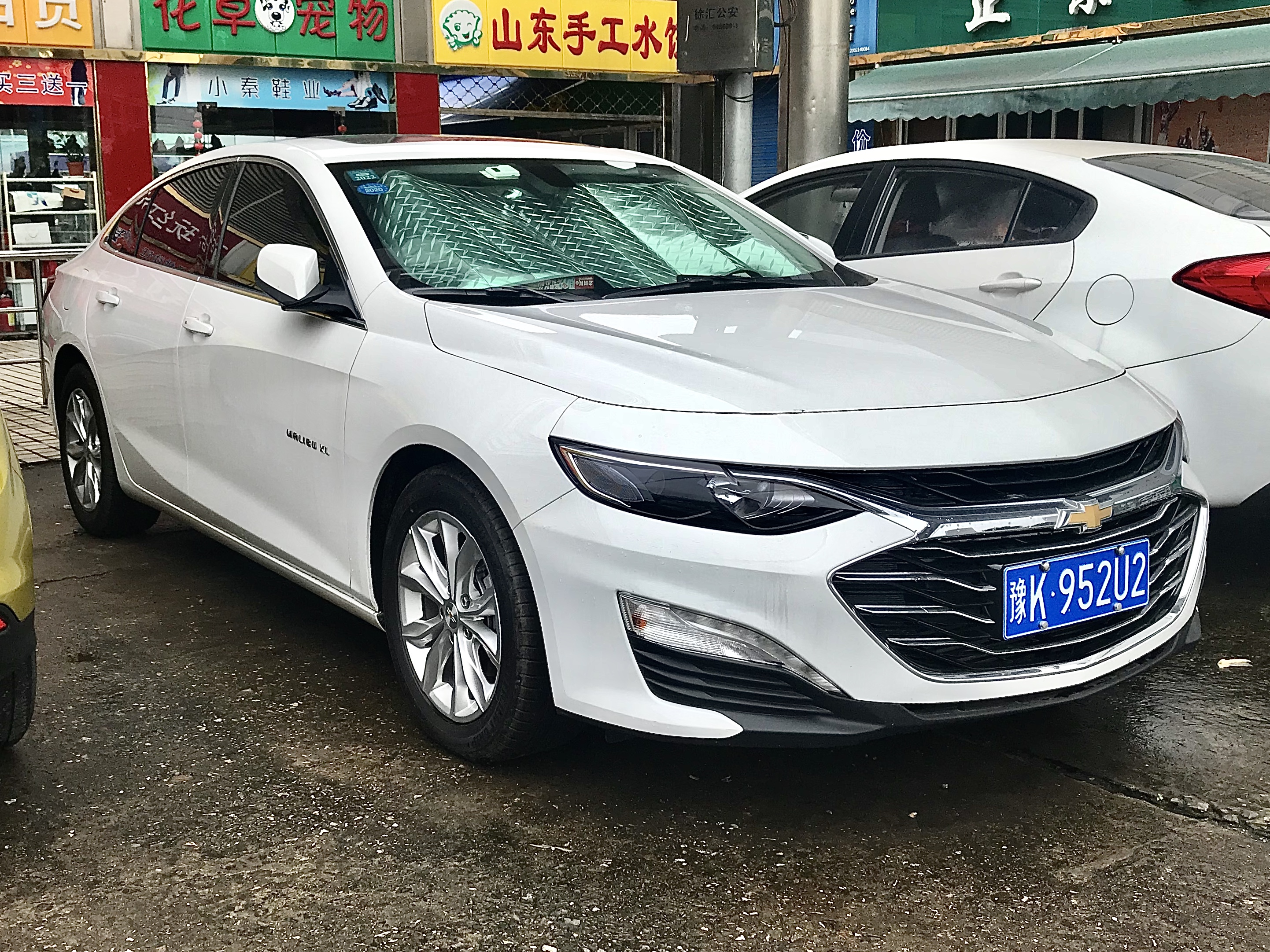
chiński Chevrolet Malibu XL po liftingu

Chevrolet Malibu V został zaprezentowany po raz pierwszy w 2015 roku.
Zupełnie nowa, piąta generacja Malibu miała swój światowy debiut podczas New York Auto Show, powstając w nowej estetyce Chevroleta  i na zmodernizowanej platformie Epsilon E2XX, która po raz ostatni w historii została wykorzystana także przez marki Holden, Opel i Vauxhall.
Pod kątem stylistycznym Malibu stało się smuklejsze, zyskując duży, podwójny wlot powietrza w motywie trapezu, a także wąskie, agresywnie zarysowane reflektory. Linia dachu tym razem opada łagodniej, a za tylnymi drzwiami pojawiły się dodatkowe okienka. Nadwozie zdobiło do tego duże, łukowate przetłoczenie.

### Malibu Hybrid
Ponownie gama wariantów Malibu została poszerzona o odmianę z napędem hybrydowym. Napędza ją układ spalinowo-elektryczny, który łączy 4-cylindrowy, 1,8-litrowy silnik benzynowy 1,5-kWh baterią. Łącznie samochód rozwija moc 182 KM. Jesienią 2019 roku wariant Malibu Hybrid został wycofany z powodu niewielkiej sprzedaży.

### Lifting
W kwietniu 2018 roku Chevrolet przedstawił Malibu piątej generacji po obszernej restylizacji. Przyniosła ona nowy pas przedni z większą, przestylizowaną atrapą chłodnicy, a także zmodyfikowanymi wkładami tylnych lamp i unowocześnionym systemem multimedialnym w kabinie pasażerskiej.

### Sprzedaż
W związku z podjętymi przez General Motors w połowie lat 10. XXI wieku decyzjami o wycofaniu się koncernu z kolejnych rynków, Malibu piątej generacji nie pojawiło się w sprzedaży m.in. w Europie czy Rosji. Pomimo okrojonego zasięgu rynkowego, samochód zachował status modelu światowego, pozostając poza lokalnym północnoamerykańskim rynkiem w sprzedaży także na obszarze Korei Południowej, Ameryki Południowej, Bliskiego Wschodu i Chin. Na tym ostatnim rynku samochód otrzymał nazwę Chevrolet Malibu XL, ponieważ w latach 2016–2019 oferowany był tam równolegle z poprzednią generacją.

### Wersje wyposażenia
- L
- LS
- LT
- Premier

### Silniki
- R3 1.35 Turbo L3T 154 KM
- R4 1.5 Turbo LFV 163 KM
- R4 1.8 Hybrid LKN 125 KM
- R4 2.0 Turbo LSY 233 KM
- R4 2.0 Turbo LTG 250 KM
- R4 2.5 EcoTec LKV 197 KM
- R4 1.6 Diesel LH7 134 KM